# 水力压裂
水力壓裂（英語：fracking，另有三種英文表達方式 - hydraulic fracturing、hydrofracturing，或是hydrofracking），是種利用加壓液體把基岩地層壓裂的油氣井激勵技術。過程使用高壓把“壓裂液”（主要是水，加上沙子，或其他混在增稠劑中的支撐劑）注入鑽孔內，讓岩層產生裂縫，以利其中的天然氣、石油和鹵水易於通過。當液壓解除後，已經注入的小顆粒支撐劑（沙子或氧化鋁等）仍能讓裂縫維持通行的狀態。
這種技術在1947年開始實驗，並於1950年完成首次商業運作。截至2012年，全球油氣井中已操作過250萬次“壓裂作業”，而在美國境內執行的次數就超過100萬次。
這是種讓頁岩氣、緻密氣、緻密油和煤層氣井中產生足夠流量的必要手段。一些水力壓裂縫隙可在某些礦脈或岩脈中自然形成。 截至2019年，美國因同時採傳統鑽井和利用水力壓裂獲得油氣，而成為主要的石油出口國，但甲烷（一種強大的溫室氣體）因壓裂作業而發生的洩漏也在急劇增加。為期長達十年的水力壓裂熱潮，導致美國石油和天然氣產量增加，產品價格下降，家庭收入中花費在能源的部分接近歷史最低點。
水力壓裂法有很大的爭議性。支持者提倡使用這種做法，更廣泛獲取碳氫化合物（烴）能產生的經濟效益，以及用天然氣替代煤炭，因為燃燒天然氣會排放較少的二氧化碳 ,(CO2)，以及國家能取得能源獨立。但反對者認為水力裂解對環境的影響（包括地下水和地表水污染、噪音和空氣污染、引發地震，還有對公共衛生以及環境造成危害）遠超過其能提供的好處。研究發現居住在水力壓裂現場附近的人群會受到不利的健康影響，包括已確認的化學、身體和心理社會危害，例如不良妊娠和分娩結果、偏頭痛、慢性鼻竇炎、嚴重疲勞、哮喘發作和心理壓力。業者需要遵守法規和安全程序，以避免產生進一步的負面影響。
與水力壓裂相關的甲烷洩漏，其規模存有相當大的不確定性，甚至有證據顯示洩漏會抵消使用天然氣（相對於使用其他化石燃料）在產生較少溫室氣體排放的好處。例如，非營利組織環境保護基金（EDF）發佈的報告把這個問題強調，重點針對在賓夕法尼亞州的業者，歷經廣泛的測試和分析所得的洩漏率約為10%（超過業者報告數字的5倍）。這種洩漏率被認為是美國水力壓裂行業的常態。EDF最近宣布要透過衛星偵測計畫，以進一步確定甲烷排放點和排放量。 
沿著休眠中或以前未知的斷層進行水力壓裂後，所增加的地震活動有時是由深層水力壓裂液體返排（水力壓裂鑽孔的副產品）和產生的地層鹵水（壓裂和非壓裂的油氣鑽孔副產品）所造成。由於前述原因，水力壓裂受到國際嚴格檢視，在一些國家受到限制，而在其他國家則完全受到禁止。
歐盟正在起草法規，允許水力壓裂在受控的情況下得以實施。

## 地質

### 力學
由於堆疊岩層的重量和地層的膠結作用，要壓裂深處的岩石，經常會受到壓力的抑制。這種抑制過程在針對裂縫做“拉伸”（斷裂）時會非常強大，壓裂就是要克服這種抑制，而讓裂縫產生。當流體壓力超過有效應力時（主應力超過材料的拉伸強度），就能產生裂縫。
以這種方式形成的裂縫通常在垂直於最小主應力的平面內定向，因此，鑽孔中的水力裂縫可用於確定應力的方向。在自然界中的例子，如岩脈或充滿礦脈的裂縫，根據它們的方向可推斷出過去的應力狀態。

### 礦脈
大多數礦脈系統是在相對較高的孔隙流體壓力過程中，經過反復自然壓裂而成。高孔隙流體壓力對礦脈系統形成過程中所產生的影響，在“裂縫-封閉”脈中尤為明顯，礦脈中的物質是一系列壓裂事件後的結果，每次都有額外的物質沉積。長期重複自然壓裂的例子譬如由地震所產生。地震讓應力水平不時上升和下降，會導致大量原生水從充滿流體的裂縫中排出。這個過程被稱為“地震抽水”。

### 岩脈
侵入地殼上層的小型物質，例如岩脈，形成充滿流體的裂縫，在這種情況下，流體會是岩漿，而在含水量較高的沉積岩中，裂縫頂端的流體就是蒸汽。

## 歷史

### 前期發展

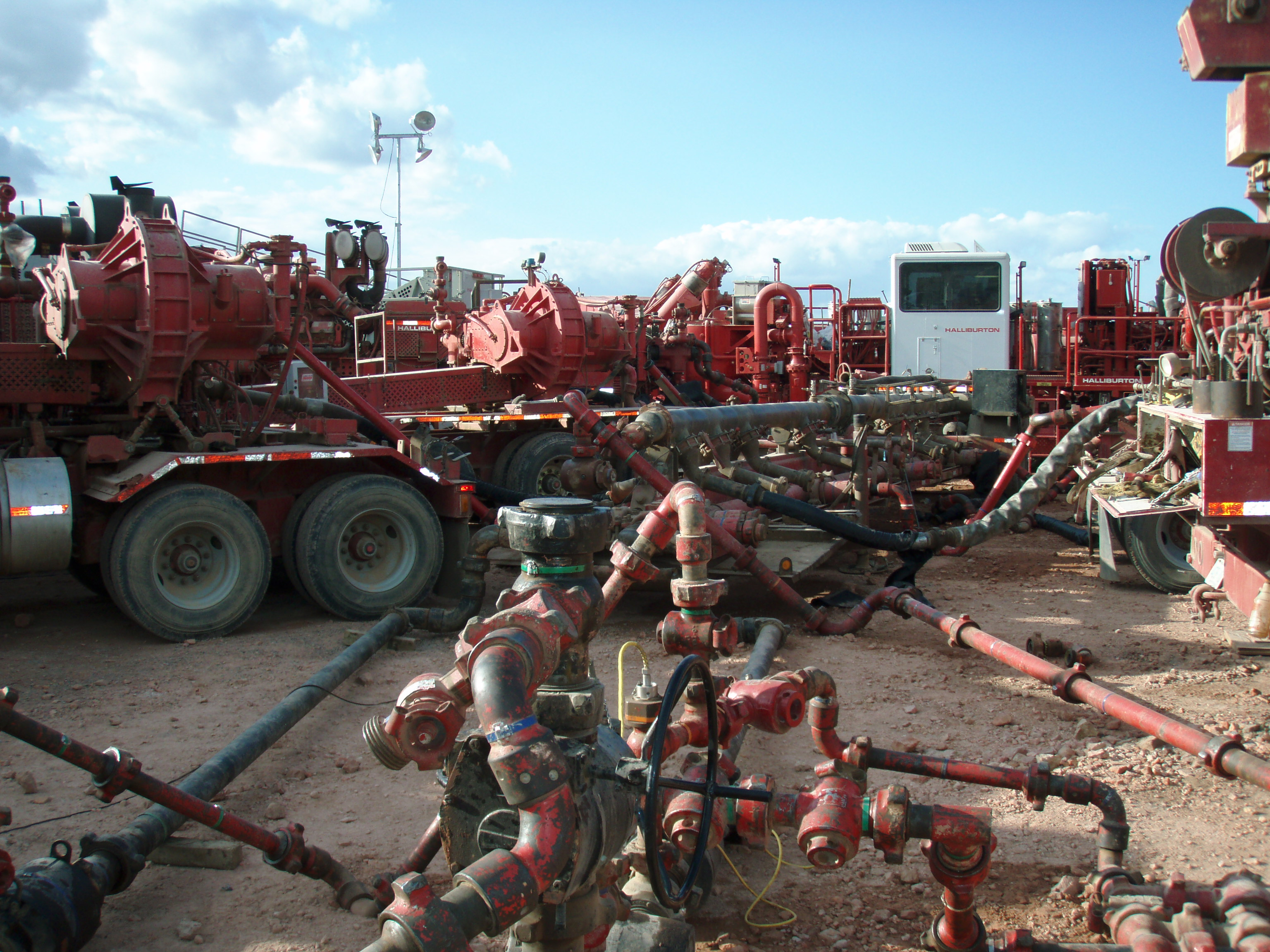
哈里伯頓公司在美國北達科他州巴肯地層地區的水力壓裂作業。

利用壓裂方式作為刺激淺層硬岩油井的方法可追溯到1860年代。當時使用矽藻土炸藥或硝酸甘油爆炸，以增加含油氣地層中的石油和天然氣產量。1865年4月24日，曾參與美國南北戰爭的Edward A. L. Roberts上校獲得名為“魚雷（石油鑽探）”爆裂物的專利。先後在賓夕法尼亞州、紐約州、肯塔基州和西維吉尼亞州的油井使用，最早採用的是液體硝酸甘油，後來改用固化硝酸甘油。繼而也應用在水井和氣井的開採。在1930年代，有人引入酸性物質（而非爆炸方式）來刺激油井。由於酸蝕可讓裂縫不會完全閉合，可進一步把油氣產量提高。

### 在20世紀的應用
哈洛德·哈姆、奧布雷·馬克廉登、湯姆·華德和喬治·米契四位先生都被認為是開發水力壓裂作實際應用的先驅。

### 油和氣井
在阿莫科公司前身的Stanolind Oil and Gas Corporation服務的Floyd Farris（生1911年，卒2003年）對油井生產力和壓力處理之間的關係進行過研究。Stanolind Oil根據其研究，於1947年在格蘭特縣 (堪薩斯州)的胡鉤藤天然氣田進行首次水力壓裂實驗。測試中，把1,000美制加侖（3,800升，或830英制加侖當量）的凝膠汽油（主要是凝固汽油彈）和取自阿肯色河的沙子注入2,400英尺（730米）深的含氣石灰岩地層中。那次實驗因為產量沒明顯變化，不算很成功。在Stanolind Oil工作的J.B. Clark在1948年將這項實驗的報告以論文方式發表。這項工藝在1949年獲得專利，由哈里伯頓油井固井公司獲得獨家授權。1949年3月17日，哈里伯頓公司率先在斯蒂芬斯郡(奧克拉荷馬州)和阿徹郡 (德克薩斯州)進行兩次商業水力壓裂處理。從那時開始，這種工藝被用在各種地質條件，以刺激油氣井生產，數目達到100萬口，並取得良好的效果。
小型水力壓裂處理與在低滲透地層做大規模水力壓裂做比較，通常是用在高滲透地層，做“表皮損傷”的處理（即有時在岩石-鑽孔界面處會形成低滲透帶，這種壓裂處理的效果僅會從鑽孔壁延伸幾英尺）。
蘇聯於1952年進行首次含有支撐劑的水力壓裂。隨後在歐洲和北非的其他國家也開始採用這種技術，包括挪威、波蘭、捷克（1989年前）、南斯拉夫（1991年前）、匈牙利、奧地利、法國、義大利、保加利亞、羅馬尼亞、土耳其、突尼西亞和阿爾及利亞。

### 大規模壓裂

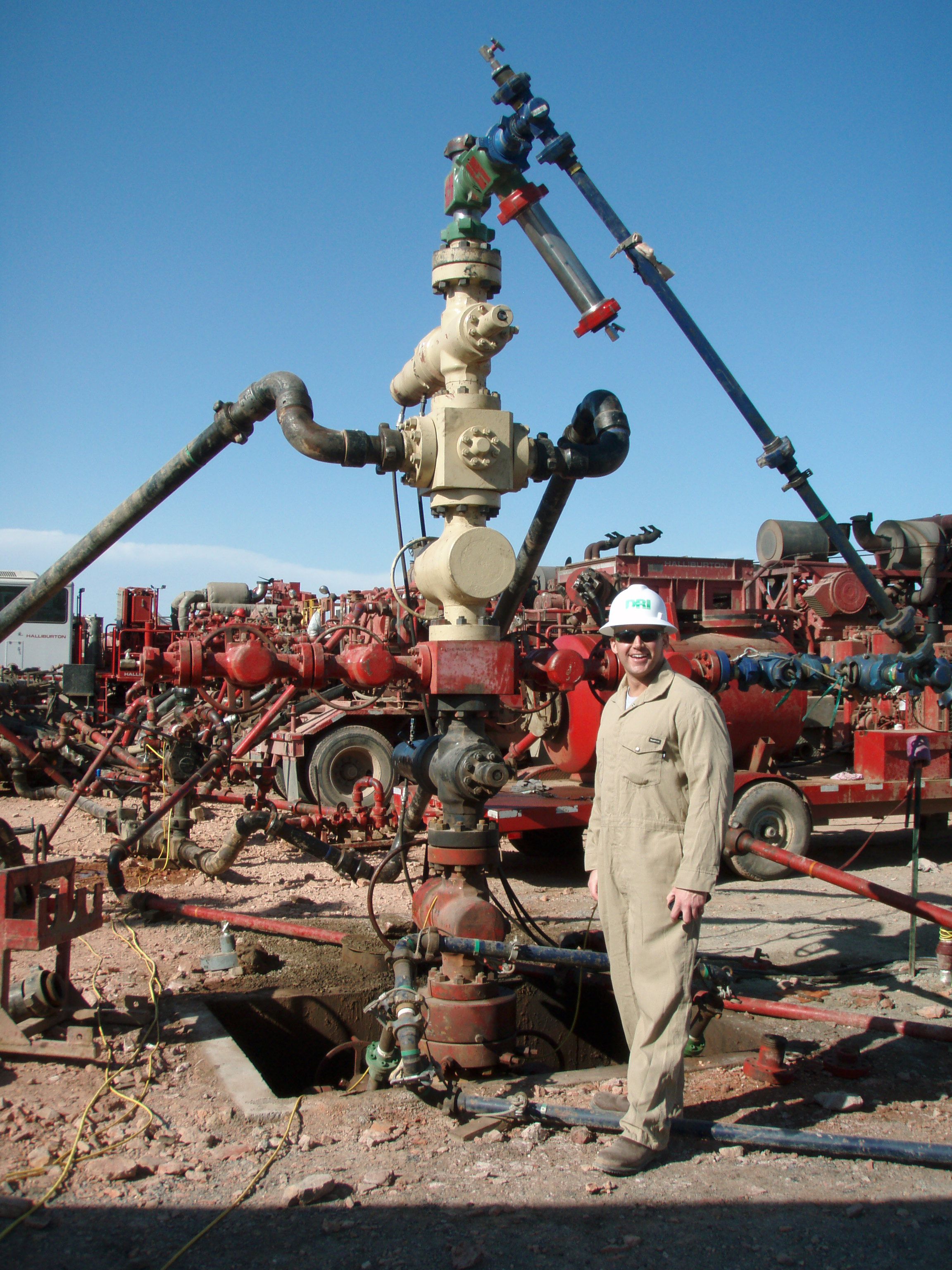
一座井口，壓裂液經由此注入下方地層。

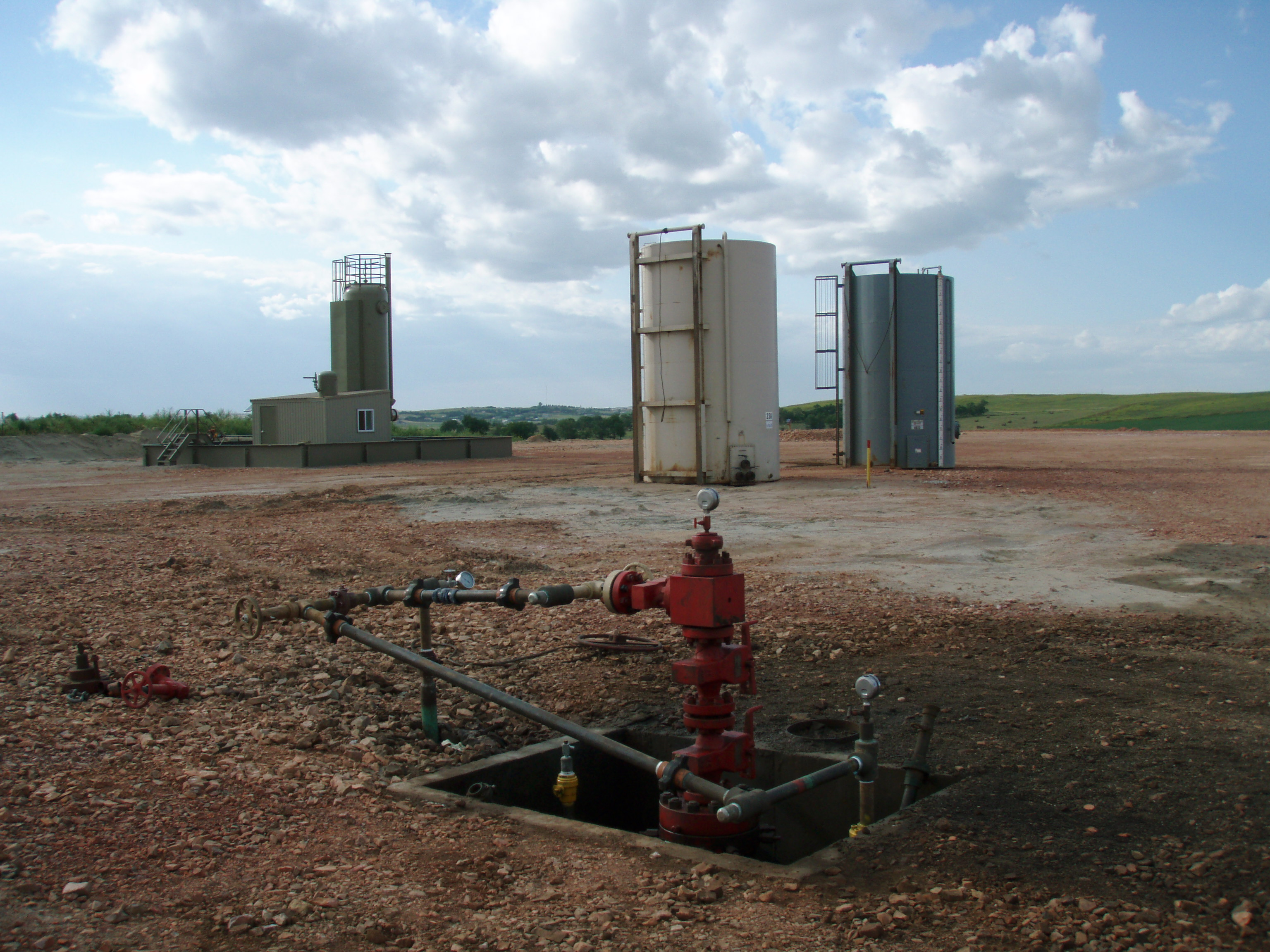
一座未連結水力壓裂設備的井口。

大規模水力壓裂（也稱為大容量水力壓裂（high-volume hydraulic fracturing））是泛美石油公司於1968年首次在斯蒂芬斯郡 (奧克拉荷馬州)採用。所謂大規模水力壓裂有幾種不同的定義，但一般是指一次注入150短噸(或大約300,000磅（136公噸）)以上的含支撐劑液體的裂解作業。
美國地質學家逐漸發現有大量滲透性過低（通常小於0.1毫達西（參見達西）的含氣砂岩，無法從中做有經濟效益的開採。從1973年開始，在聖胡安盆地、丹佛盆地、皮斯斯盆地和格林河 (科罗拉多河支流)盆地以及美國西部的其他硬岩層中，有數千口氣井採用大規模水力壓裂方式開採。其他利用大規模水力壓裂方式在緻密砂岩開採油氣的還包括在東部的克林頓-麥地那砂岩區（俄亥俄州、賓夕法尼亞州和紐約州）和棉花谷砂岩區（Cotton Valley Sandstone，在德克薩斯州和路易斯安那州）。
大型水力壓裂在1970年代後期迅速蔓延到加拿大西部、德國、荷蘭（包含陸上和海上氣田）和英國北海的羅特利根和石炭紀含氣砂岩。
在1980年代後期之前，定向鑽孔（非垂直鑽孔）的油井或是氣井並不常見。隨後德克薩斯州的經營者開始在奧斯汀·楚克 完成數千口定向鑽孔的油井，並在鑽孔中進行大規模滑溜水（slickwater）水力壓裂處理。事實證明定向鑽孔比垂直鑽井技術能更有效從緻密白堊中採得石油；沉積層通常以接近水平方式分佈，因此以平行方式（定向）鑽孔可接觸到更大的目標地層。sedimentary beds are usually nearly horizontal, so horizontal wells have much larger contact areas with the target formation.
自1990年代中期以後，水力壓裂作業呈指數級成長，當時由於技術進步和天然氣價格上漲，更讓這種做法有經濟效益。

### 頁岩
針對含油氣頁岩採取水力壓裂法至少在1965年就已發生，當時在肯塔基州東部和西維吉尼亞州南部的大珊蒂（Big Sandy）氣田的一些經營者開始對俄亥俄頁岩和克利夫蘭頁岩進行相對較小規模的水力壓裂。壓裂作業通常會增加產量，尤其是對原本產量較低的氣井而言。
1976年，美國政府啟動東部頁岩氣項目（Eastern Gas Shales Project），這個項目包括許多公私合營的水力壓裂示範項目。同一時期，非營利機構天然氣技術學研究所獲得聯邦能源監管委員會的研究核准以及贊助。
1997年，在Mitchell Energy（現隸屬於德文能源公司）一位名為Nick Steinsberger的工程師採滑溜水壓裂技術（這項技術使用的水量和泵壓高於之前的壓裂技術），用於東德州北部的巴涅特頁岩以開採天然氣。在1998年，一座名為S.H. Griffin No. 3的氣井在頭90天的產量超過公司以前的任何一口井。這種新技術讓巴涅特頁岩的天然氣開採具有廣泛的經濟效益，後來被應用於其他頁岩之上，包括鷹津頁岩和巴肯地層。George P. Mitchell因在頁岩中應用這種技術而被稱為“水力壓裂之父”。 巴涅特頁岩的第一口平行井於1991年鑽探，但要等當地的垂直鑽井證明利用水力壓裂法具有經濟價值之後，平行井才受到廣泛採用。
截至2013年，大規模水力壓裂已在美國、加拿大和中國以商業規模方式用於頁岩的油氣開採。其他幾個國家正計劃採用這種開採技術（參閱 實施水力壓裂法國家列表）。

## 工藝
根據美國國家環境保護局 (EPA) ，水力壓裂是種刺激天然氣、石油或地熱井最大限度提高產量的工藝。EPA的定義包含廣泛，把獲取水源、鑽井、刺激增產和廢棄物處理都包括在內。

### 方法
水力壓裂法是利用注入裂解支撐劑進入鑽孔，增加目標深度處的壓力（由井套管中穿孔的位置確定）以超過岩石的裂縫梯度（壓力梯度）而達成。裂縫梯度定義為每單位深度相對於密度的壓力增加，通常以磅/平方英寸（psi）、磅/平方英尺或是巴為衡量單位。岩石遭到壓裂後，裂解支撐劑會滲入岩層，讓裂縫更為擴大。裂縫只是局部產生，因為壓力會隨摩擦損失率而下降，與鑽孔的距離成反比。經營者通常會把支撐劑（例如沙、陶瓷或其他形式的顆粒）引入流體中來保持“裂縫寬度”，以防止在停止注入後，裂縫會因壓力消除而閉合。在裂縫壓力和應力更高的更深部位，維持支撐劑強度和防止支撐劑失效變得更加重要。被撐開的裂縫具有足夠的滲透性，讓天然氣、石油、鹵水和壓裂支撐液流入鑽孔（井）中。
在此過程中，會發生壓裂液洩漏（壓裂液從裂縫通道中流失到周圍的可滲透岩石中）。如果不加控制，洩漏量可能會超過注入量的70%，而導致地層基質損壞、地層流體不良相互作用和改變裂縫幾何形狀，而降低運作效率。
沿鑽孔長度的一個或多個裂縫由設置在鑽孔側面，利用不同方法產生的密封孔做嚴格控制。水力壓裂是在安裝有套管的鑽孔中進行，通過套管的射孔把壓裂液注入需要壓裂的區域。
石油和天然氣田中使用的壓裂設備通常由漿料攪拌機、一個或多個高壓及大容量壓裂泵（通常是強大的三缸或五缸泵）和一個監控單元所組成。相關設備包括壓裂罐、一個或多個用於儲存和處理支撐劑的容器、高壓處理器、化學添加劑裝置（用於準確監測化學添加）、低壓軟管以及許多儀表和用於流速、流體密度和處理壓力的儀表。化學添加劑通常佔總液體體積的0.5%。壓裂設備在一系列壓力和注入速率下運行，最高可達100兆帕（15,000psi）和每秒265升（9.4立方英尺/秒）（每分鐘100桶）。

### 油氣井類型
傳統的小體積水力壓裂被用於增加單井中高滲透率儲層的產量，而非常規的大體積水力壓裂則用於緻密氣井和頁岩氣井的開採。大體積水力壓裂通常需要比小體積壓裂更高的壓力，以促進更大量的液體和支撐劑可從鑽孔向外延伸得更遠。
定向鑽孔涉及在鑽孔的尾端建有“橫向（非垂直）”鑽孔，與有待提取油氣的岩層平行。例如在德克薩斯州的巴涅特頁岩盆地，支管平行延伸1,500到5,000英尺（460到1,520米），在北達科他州的巴肯地層地區平行延伸10,000英尺（3,000米）。相較之下，一口垂直井進入同一岩層的厚度，通常僅為50-300英尺（15-91米）。平行鑽孔減少地面破壞，因為僅需鑽較少的井來接觸相同體積的頁岩。
鑽井時經常會把沿著井筒壁的縫隙空間堵塞，降低鑽孔處和附近的滲透率。這可減少從周圍岩層進入鑽孔的流量，並且把鑽孔與周圍岩石做部分區隔。如需恢復滲透率，可採用小體積水力壓裂來解決。

### 壓裂液

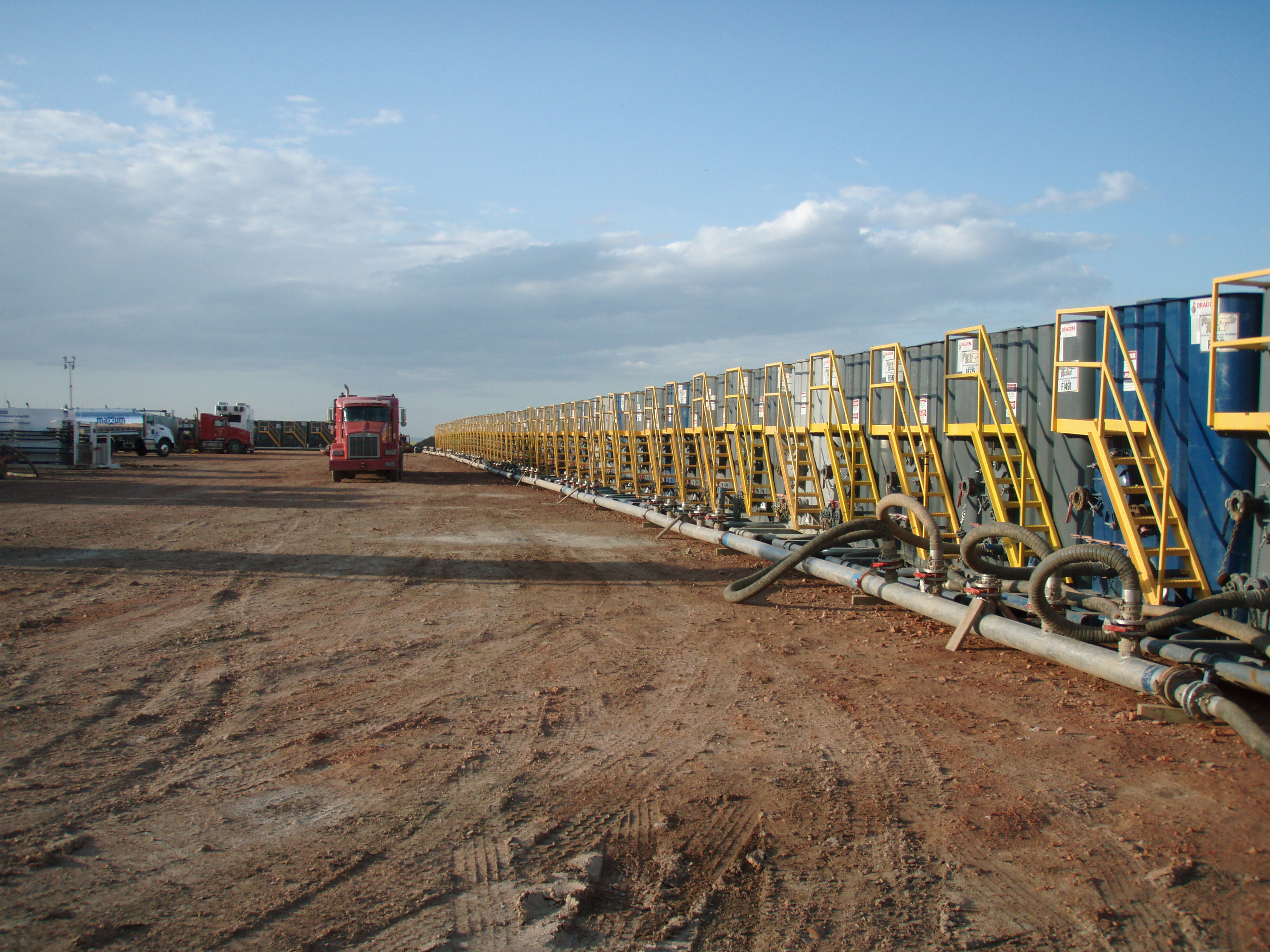
水力壓裂作業所配置的水槽。

壓裂液的主要用途是擴展裂縫、提高潤滑作用、改變凝膠強度以及將支撐劑攜帶進入地層。透過流體輸送支撐劑的方法有兩種 - 高速率以及高粘度。高黏度壓裂往往會造成較大的顯性裂縫，而高速率（滑溜水）壓裂會導致較小，向外開展的微裂縫。
水溶性凝膠（如關華豆膠）可增加粘度，並有效把支撐劑輸送進入地層。

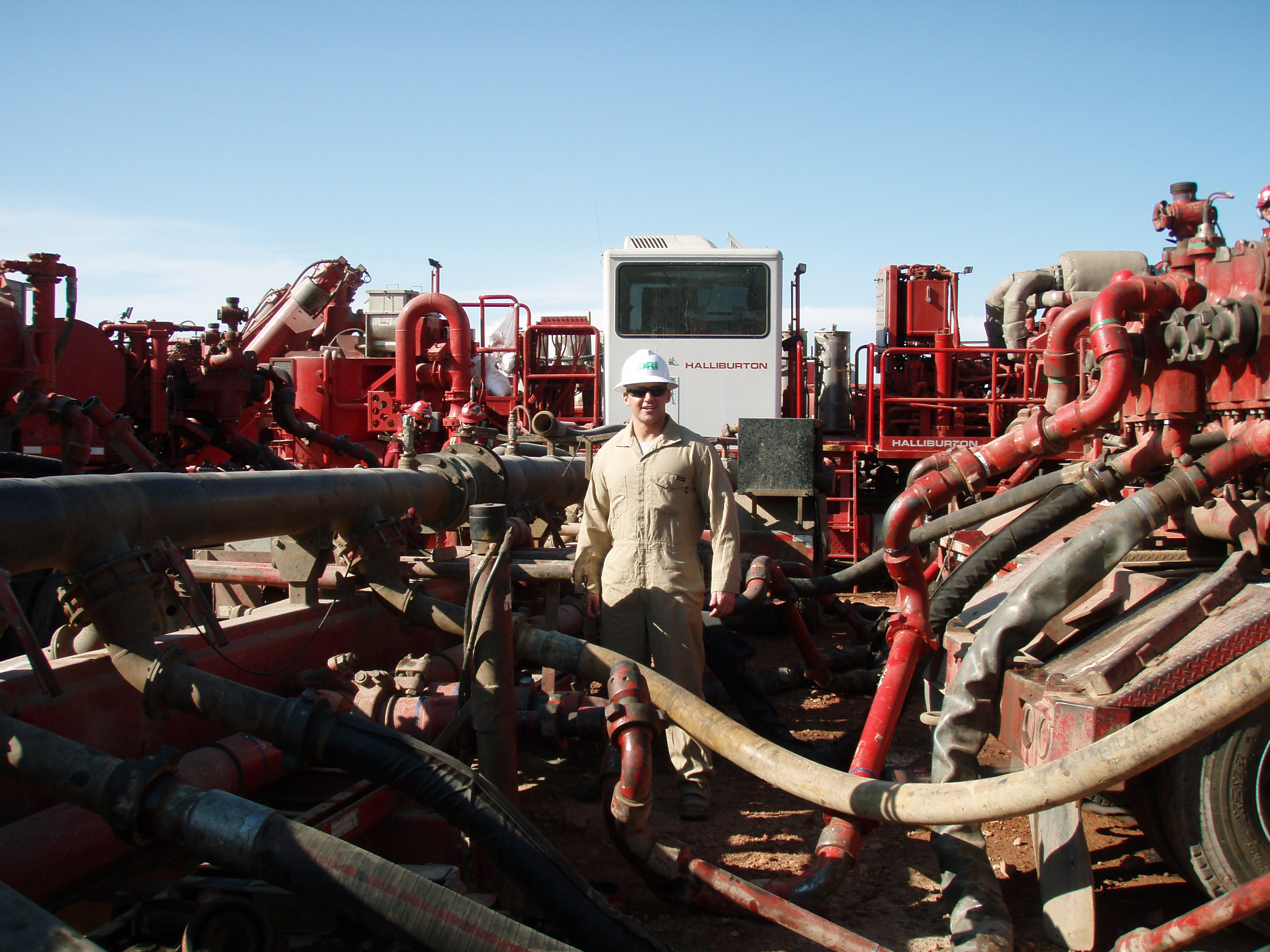
擁有多組歧管的高壓泵，把壓裂液注入地層內。

液體通常是由水、支撐劑和化學添加劑混合而成的漿液。此外，還可同時注入凝膠、泡沫和壓縮氣體（包括氮氣、二氧化碳和空氣）。通常的組合是90%的水，9.5%的沙，化學添加劑約佔0.5%。但已有使用液化石油氣（LPG）和液化丙烷作為壓裂液的技術。這個過程被稱為無水壓裂。
當使用液化丙烷時，它會在高壓和高溫下變成氣體。理論上丙烷蒸氣和天然氣都返回地表並可收集，以及重複使用，但這種方式尚未受到廣泛接受。
支撐劑是種粒狀材料，可防止作業產生的裂縫在壓裂處理之後再閉合。支撐劑的種類包括有矽砂、樹脂包覆砂、鋁土礦和人造陶瓷。選擇支撐劑的條件由所應對的滲透性或顆粒強度而定。在某些地層中，壓力會大到連天然矽砂顆粒都被壓碎，則需採用具有更高強度的支撐劑，例如鋁土礦或是陶瓷。最常見的材料是矽砂，但尺寸和形狀均勻的支撐劑（例如陶瓷支撐劑）被認為有更好的效果。

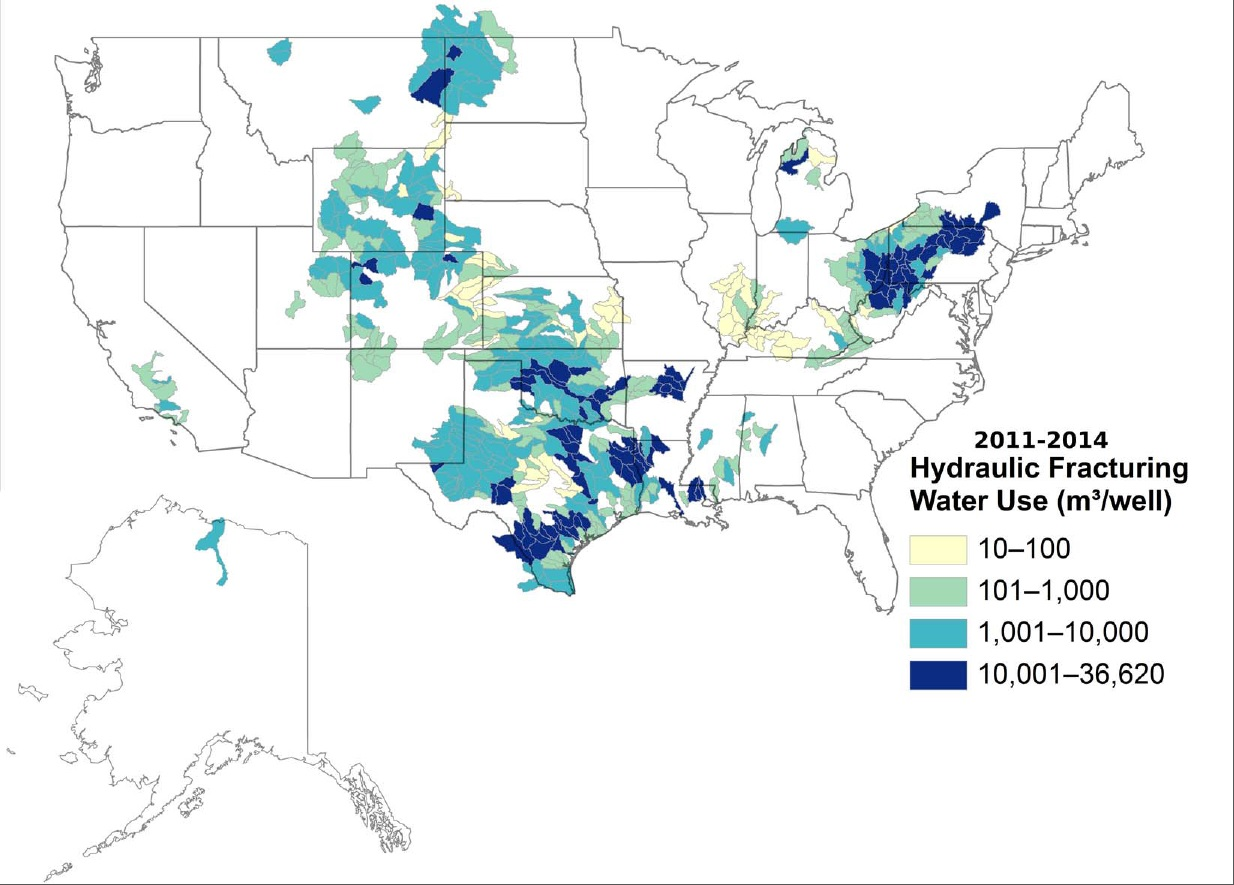
美國地質調查局製作，在2011年-2014年期間水力壓裂作業耗用水的圖表，一立方米的水相當於264.172美制加侖。

根據需壓裂的類型、特定鑽孔的條件和液體的特性而會使用不同的壓裂液。壓裂液可以凝膠、泡沫或滑溜水的形式當作基底，權衡後決定：較粘稠的壓裂液（例如凝膠基底）較能讓支撐劑處於懸浮狀態；而粘性較低和摩擦力較低的壓裂液（例如滑溜水），則可透過更高功率的泵輸送，抵達距離鑽孔更遠的地方以形成裂縫。壓裂液所需要的重要材料特性包括有粘度、pH值、各種流變因素等等。
壓裂液是水與沙子和化學品的混合體。每次壓裂會用到大約40,000加侖的化學品。 典型的壓裂處理會使用3到12種添加劑。典型的化學添加劑（非常規壓裂液有其特殊配方）有下列幾種（只用一種，或是幾種混使用）：
- 酸 - 在預壓裂階段會用到鹽酸或是乙酸以清潔壓裂液射孔，及靠近鑽孔岩石中的引發裂縫。[5]
- 氯化鈉（鹽）- 延緩凝膠中聚合物鏈的分解。[5]
- 聚丙烯酰胺和其他減摩劑 - 用於減少液體流動湍流和管道摩擦，以利輸送泵能以更高的速率泵送。 [5]
- 乙二醇 - 防止管道中形成水垢。[5]
- 有機硼酸 - 用於溫度升高期間仍能保持流體粘度。[5]
- 碳酸鈉和碳酸鉀 - 用於維持不同聚合物間交叉鏈接的有效性。 [5]
- 戊二醛 - 一種殺菌劑，以防止管道因微生物活動而遭到腐蝕。[87]
- 關華豆膠和其他水溶性膠凝劑 - 增加壓裂液的粘度，能更有效將支撐劑輸送到地層中。 [5][78]
- 檸檬酸 - 作防腐蝕之用。
- 異丙醇 - 讓化學品適於低溫環境，不致在冬天結冰。[5]

在2005年-2009年之間，美國在水力壓裂最常用的化學品是甲醇，而其他受廣泛使用的化學品是異丙醇、乙二醇單丁醚和乙二醇。
典型的壓裂液種類有：
- 傳統線性凝膠。這些凝膠是纖維素衍生物，與其他化學品混合。[89]
- 硼酸鹽交叉鏈接凝膠液。這類是關華豆膠與硼離子（由硼砂/硼酸水溶液生成）交叉鏈接的液體。這類凝膠在pH值9或更高時具有更高的粘度，用於攜帶支撐劑。壓裂作業後，pH值會降至3-4，讓交叉鏈接鍵斷裂，粘度降低，易於泵出。
- 有機金屬交叉鏈接液 - 鋯、鉻、銻、鈦鹽 - 已知會與關華豆膠發生交叉鏈接。但此交叉鏈接不可逆轉，一旦這種壓裂液把支撐劑泵入後，待壓裂完成，需另外使用適當的破膠劑把交叉鏈接分解。[78][90]
- 磷酸鋁酯油凝膠。把磷酸鋁和酯油混合漿液，以形成交叉鏈接凝膠。這類是種最早即有的膠凝種類。

使用滑溜水液體做高速掃掠是常見的做法。掃掠可暫時降低支撐劑濃度，有助於確保鑽孔不被支撐劑阻塞。在壓裂過程進行中，有時會在壓裂液中加入降粘劑（如氧化劑和酶降鏈接劑），以促使膠凝劑失活並促進回流。這種氧化劑與凝膠反應，將其分解，降低液體粘度並確保無支撐劑從地層中流失。酶充當分解凝膠的催化劑。在作業期間需要pH值緩衝系統來維持粘性，而有時在水力壓裂作業結束時，會使用pH值調節劑把交叉鏈接分解。在作業結束後，通常會使用加壓水沖洗鑽孔（有時會添加可降低摩擦的化學物質）。注入的液體可被回收一部分（並非全部）。對液體的管理方法有多種，包括地下注入、處理、排放、回收的控制和臨時儲存在坑或容器中。新技術不斷發展，以便能更好處理廢水，並提高可重複使用的可能。

### 壓裂監測
監測水力壓裂處理的最常見和最簡單的方法是在了解液體特性，以及注入支撐劑的情況下，測量水力壓裂生成過程中的壓力和速率。這些數據，再加上對於地層的地質知識，可用於模擬產生裂縫的長度、寬度和導流率等信息。

#### 放射性同位素監測
有時會在壓裂液中加上放射性示踪劑後一同注入，以確定注入剖面和已形成裂縫的位置。選擇放射性示踪劑時應挑選具有易於檢測到的輻射、適當的化學性質以及適當的半衰期和毒性水準，能在最大限度內減少初始和殘留的污染。也可注入可與玻璃（沙子）和/或樹脂珠化學鍵合的放射性同位素以追踪壓裂結果。
有新的鑽孔監測新技術，涉及套管外裝置的光纖電纜。使用光纖，可以沿鑽孔測量每英尺的溫度 - 即使在鑽孔處於壓裂和抽取油氣時也是如此。工程師透過監測鑽孔的溫度，可確定在壓裂期間，鑽孔不同部分使用的壓裂液數量，以及鑽孔開始生產時，可收集多少天然氣或石油。

#### 微地震監測
對於更高級的應用，有時使用微地震監測來估計誘發裂縫的大小和方向。通過在附近的井筒中放置一組地震檢波器來測量微地震活動。通過繪製與裂縫擴大相關的任何小地震事件的位置，可以推斷出裂縫的大致幾何形狀。部署在地面或鑽孔下的傾斜儀陣列也提供另一種監測應力變化的技術。

### 平行完井
自2000年代初以來，鑽井和完井技術的進步已經讓平行鑽孔技術更能經濟的達成。平行鑽孔與傳統的垂直鑽孔相比，可接觸更大面積的地層。尤其是針對不具有足夠滲透率的頁岩地層，當採用垂直鑽孔無法產生經濟利益的時候，平行鑽孔的效果會更好。如今在陸上鑽孔時，通常會分多個階段進行水力壓裂，尤其是在北美。當確定地層需要被壓裂的次數，以及在鑽孔的哪些位置進行之後，即會鑽掘適當的完井來進行。

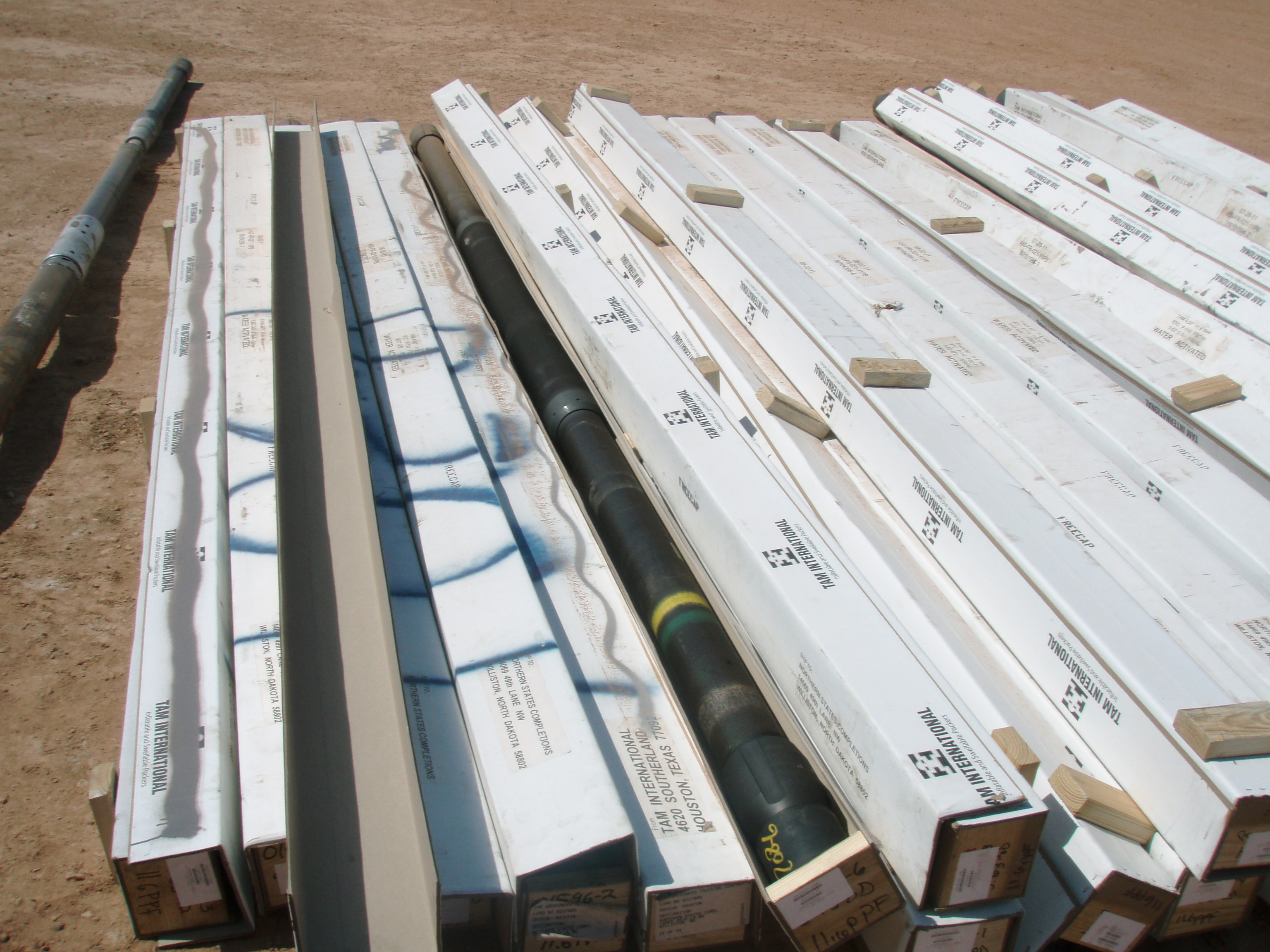
壓力管套筒

## 用途
水力壓裂用於提高由地下天然儲層中開採如石油或天然氣等的速度。這類儲層通常是多孔的砂岩、石灰岩或白雲岩，但也包括“非常規儲層”，例如頁岩或是煤層。水力壓裂讓人類能從地表下深處（通常為2,000-6,000米（5,000-20,000英尺））的岩層中開採天然氣和石油，這種深度遠深於典型的地下水儲層。在這樣的深度，並無足夠的滲透率或儲層壓力，迫使天然氣和石油從岩石流入鑽孔，讓業者獲得經濟利益。因此在岩石中形成導流裂縫後，有助於從這類頁岩儲層中開採油氣的工作。這類儲層的滲透率是在微米達西到奈米達西的範圍內。造成裂縫，可把較大體積的儲層連接到鑽孔。所謂的“超級水力壓裂”是在岩層中產生更深的裂縫，以釋放更多的石油和天然氣，提高採收效率。典型頁岩鑽孔的產量通常在開始一兩年後下降，但一口井的峰值生產壽命可延長達幾十年。

### 非開採石油/天然氣用途
雖然水力壓裂的主要用途是刺激油氣井的生產，但這種方法也被應用到：
- 刺激地下水井水量[104]
- 預置或誘發礦石塌方，以利採礦[105]
- 作為加強廢棄物整治的手段，通常是針對碳氫化合物廢棄物或溢出物[106]
- 透過注入岩層深處的方式來處置廢棄物[107]
- 測量地球壓力[108]
- 取得熱能，供增強型地熱系統發電之用[63][109]
- 在二氧化碳地質封存作業中（參見碳捕集與封存）提高注入速度[110]
- 儲存水於地底深處，並定期利用地層壓力迫使其回流，推動發電機以產生電力[111]

自1970年代後期以來，一些國家（包括美國、澳大利亞和南非）有利用水力壓裂來增加井中飲用水產量的案例。

## 經濟效益

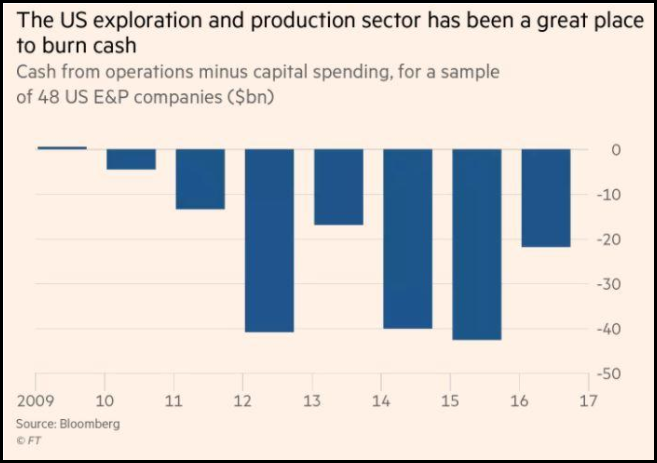
非常規石油與天然氣的生產成本經常持續超過售價。

水力壓裂已被視為是種開採非常規石油和非常規天然氣的關鍵方法。根據國際能源署估計，全球技術上可開採的頁岩氣數量為208兆立方米（7,300 兆立方英尺），緻密氣為76兆立方米（2,700兆立方英尺），煤層氣為47兆立方米（1,700兆立方英尺）。蘊藏這些資源地層的滲透率通常低於常規氣層。因此對於特殊的地質，就需用到如水力壓裂的特定技術。雖說還有其他方法可開採這些資源，例如常規鑽井或平行鑽井，但水力壓裂是讓開採能產生經濟利益的關鍵技術。多級壓裂技術促進美國頁岩氣和輕質緻密油生產的發展，相信在其他的國家也是如此。
絕大多數研究顯示到目前為止，美國的水力壓裂已經產生強大的經濟效益。布魯金斯學會估計，僅頁岩氣的效益就達到每年480億美元，由於天然氣價格顯著下降，受益者大部分是消費者和工業部門。其他研究則顯示水力壓裂的外部性因素產生的成本高於經濟效益，反而是耗用較少碳和水資源的能源，其均化能源成本 (LCOE) 會較水力壓裂者為低。
利用水力壓裂開採油氣的主要好處是抵消天然氣和石油的進口，否則就得支付給國外生產者。然而，頁岩油和天然氣在美國受到高度補貼，遠高於廠商的生產成本- 這表示水力壓裂的成本是由人民繳納的所得稅負擔，在許多情況下，金額是廠商生產成本的兩倍。
研究顯示水力壓裂鑽孔對井附近的農業生產力有不利影響。一篇論文揭露，“在生產鄉鎮半徑11-20公里範圍內的農業活躍月份，如有鑽井活動，依賴灌溉生產的作物生產力會降低5.7%。鄉鎮和鑽井之間距離越遠，不利的影響會逐漸降低。 」調查結果暗示加拿大艾伯塔省因當地有水力壓裂活動，造成農作物產量下降，年度損失達到1,480萬加幣。
美國能源信息署估計到2035年，美國45%的天然氣用量將來自頁岩氣（其中絕大多數將取代溫室氣體排放量較低的常規天然氣）。

## 公開辯論

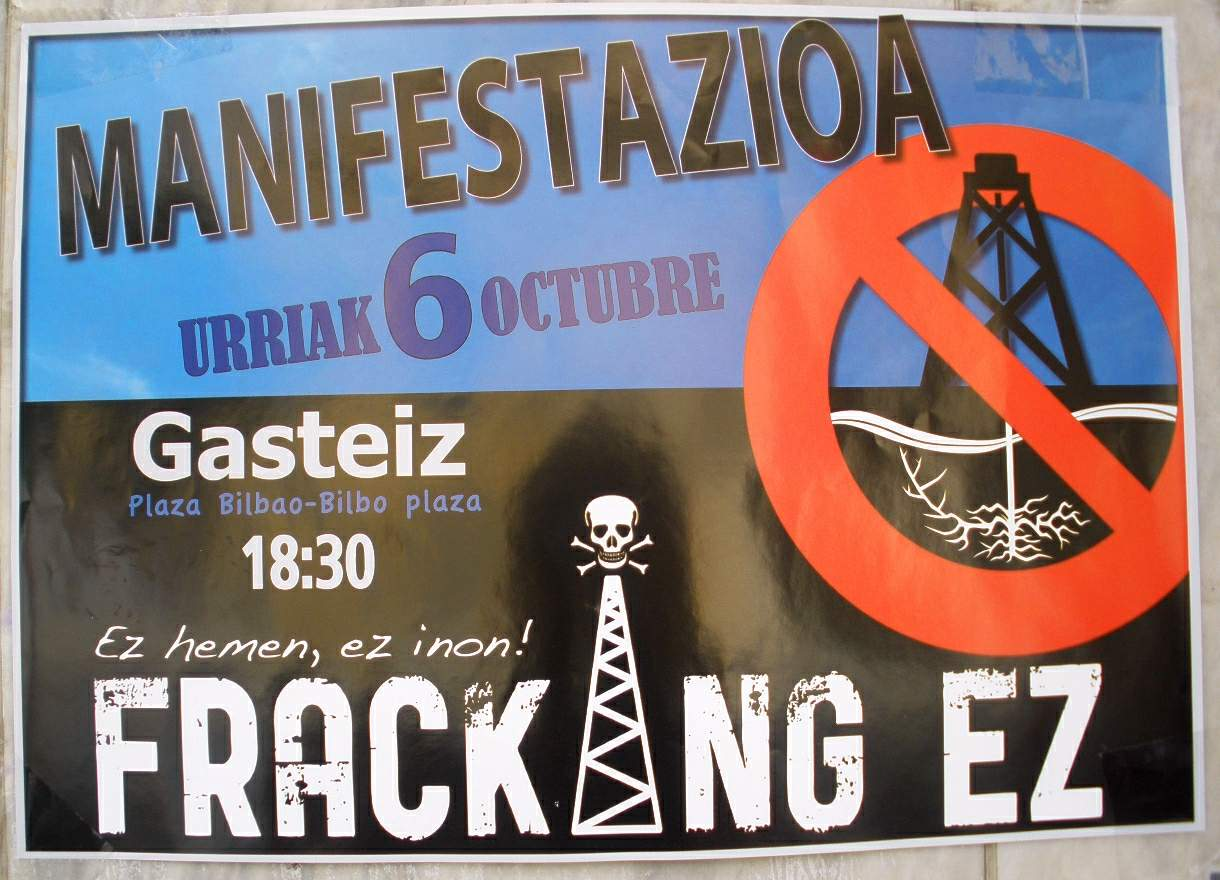
在西班牙阿拉瓦省省會維多利亞的反水力壓裂海報（2012年）。

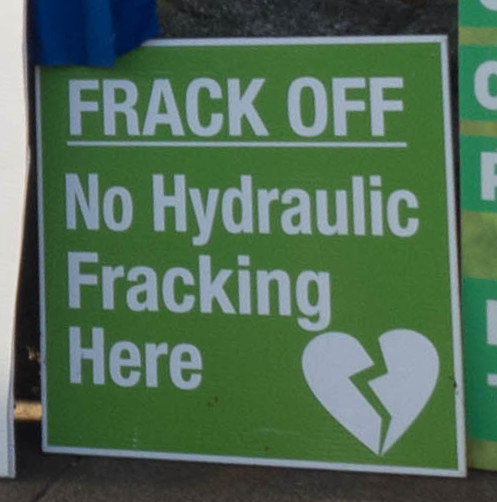
反抗滅絕（環保運動）中的反水力壓裂標語牌。（2018年）

### 政治與公共政策

#### 民眾運動和民間社會組織
在國際環境組織（參見環境組織名錄）和國家（如法國）的參與下，國際上出現反對水力壓裂運動，而在受影響地區，如在英國西薩塞克斯郡的波康比也在2013年發生反對在波康比做水力壓裂活動，迄2021年為止，當地尚未有試驗鑽探被核准。美國地方鄉鎮強烈反對水力壓裂活動的態度，導致業者採取各種公共關係措施來安撫公眾，包括聘用受過心理戰訓練的退役軍事人員。據一家名為Range Resources的公關總監Matt Pitzarella稱，在處理情緒激動的鄉鎮會議和就分區和處理水力壓裂的地方條例向鄉鎮提供建議時，在中東受過這類訓練的公司員工，處理Range Resources位於賓夕法尼亞州的事務時就能提供良好的幫助。
美國有許多針對水力壓裂的抗議活動。例如在2013年，俄亥俄州新馬塔莫拉斯附近的抗議活動中，有10人因非法進入開採區，並把自己鎖在鑽井設備而遭逮捕。 在賓夕法尼亞州西北部，一個鑽井現場發生有人駕車經過，並朝朝鑽井平台方向射擊兩發小口徑步槍子彈，在大喊髒話後逃離現場。在華盛頓縣 (賓夕法尼亞州)，一名天然氣管道承包商發現在預定建造管道處被人放置一具管狀炸彈，地方當局表示，如果這炸彈沒被發現並被引爆的話，會造成“災難”。

#### 美國政府和企業遊說
美國國務院制定一項全球頁岩氣倡議（Global Shale Gas Initiative），以說服世界各國政府允許石油巨頭在當地從事水力壓裂業務。根據維基解密所公佈的一份美國外交電報文件（參見維基解密泄露美國外交電報事件）顯示美國官員們為外國政府官員舉行會議，會中由石油巨頭代表和公共關係專業人士就安撫目標國家，對水力壓裂懷有敵意的人民進行專題介紹。美國政府的努力最終獲得成功，因為幾大洲上的許多國家都有同意給予水力壓裂特許權的想法；例如波蘭同意允許它們在其近3分之1的領土上進行水力壓裂作業。美國政府所屬的美國進出口銀行從2010年以來為在澳大利亞昆士蘭州建立水力壓裂業務，已經對該國提供47億美元的資金。

#### 俄羅斯在背後慫恿的傳聞
一些歐洲官員在2014年表示，歐洲反對水力壓裂的幾場主要抗議活動（已在立陶宛和烏克蘭取得不同程度的成功）可能部分由俄羅斯天然氣工業股份公司（Gazprom）所贊助。 《紐約時報》表示，俄羅斯將其對歐洲出口的天然氣視為該國地緣政治影響力的一個關鍵因素，東歐當地有大量的頁岩氣儲量，如果進行水力壓裂，俄羅斯天然氣市場會因而減少。俄羅斯官員曾多次公開聲明，水力壓裂“將會造成巨大的環境問題”。

#### 目前美國進行的作業
目前美國的阿肯色州、加利福尼亞州、科羅拉多州、路易斯安那州、北達科他州、俄克拉荷馬州、賓夕法尼亞州、德克薩斯州、維吉尼亞州、西維吉尼亞州和懷俄明州均有進行中的水力壓裂作業。其他幾州，如阿拉巴馬州、印第安納州、密歇根州、密西西比州、紐澤西州、紐約州和俄亥俄州，正考慮或準備使用這種方法開採。馬里蘭州和佛蒙特州已永久禁止水力壓裂，紐約州和北卡羅來納州已制定臨時禁令。紐澤西州自2011年起有為期1年的暫停水力壓裂令，歷經波折，迄2019年，雖有爭議，但該州尚無水力壓裂活動。雖然英國最近解除水力壓裂暫停令，但由於擔心地震和鑽井對環境的影響，政府行事十分謹慎。法國和保加利亞目前禁止水力壓裂。

### 紀錄影片
美國導演喬什·福克斯在2010年奧斯卡獎中受提名的電影 -《天然氣之地》（Gasland）成為一個反水力壓裂頁岩的代表。這部電影展示賓夕法尼亞州、懷俄明州和科羅拉多州鑽井現場附近的地下水污染問題。石油和天然氣行業遊說團體 「Energy in Depth 」認為這部電影所述與事實不符。而Gasland的網站上針對「Energy in Depth 」所謂不符事實予以反駁。埃克森美孚、雪佛龍和康菲公司在2011年和2012年播放廣告，描述天然氣對經濟和環境的效益，並認為水力壓裂是安全的。
2012年的電影《心靈勇氣》反對水力壓裂技術。天然氣行業採用傳單、Twitter和 Facebook發文針對批評予以反駁。
2013年1月，北愛爾蘭記者和電影製片人Phelim McAleer經由群眾募資，製作一部名為FrackNation的紀錄片，作為對福克斯為天然氣之地發表反對意見的支持，聲稱它“講述關於水力壓裂生產天然氣的真相”。 FrackNation在馬克·庫班的有線電視AXS TV節目上首播，《心靈勇氣》也在此時發行。
2013年4月，喬什·福克斯發布《Gasland 2》，描述其“國際冒險之旅，揭開與水力壓裂有關的一系列秘密、謊言和污染”。影片對天然氣行業把天然氣視為石油的清潔和安全替代品的神話提出挑戰，鑽孔經過水力壓裂，隨著時間的推移會不可避免地發生洩漏，而污染水源和空氣、傷害家庭，並會釋放甲烷（強效溫室氣體）危及地球的氣候。
2014年，網路影視公司Video Innovations的Scott Cannon發布名為《The Ethics of Fracking（水力壓裂的倫理）》的紀錄片。這部影片涵蓋關於水力壓裂的政治、心靈、科學、醫學和專業觀點。它還深入探討天然氣行業在廣告中描繪水力壓裂的真相。
2015年，加拿大紀錄片《壓裂的土地》在Hot Docs加拿大國際紀錄片節做全球首映。

### 與研究報告相關問題
支持研究報告的經費來源通常是爭議的焦點。人們對由基金會和公司，或是環保組織所贊助的研究報告表達擔憂，這類報告有時會引用至少看來像是不可靠的研究。一些組織、研究人員和媒體機構報告說，由於業者和政府的壓力，讓他們難以從事和報告研究的結果，並表達對環境報告受到審查的擔憂。一些人認為需要對這種技術對環境和健康產生的影響進行更多的研究。

## 健康風險

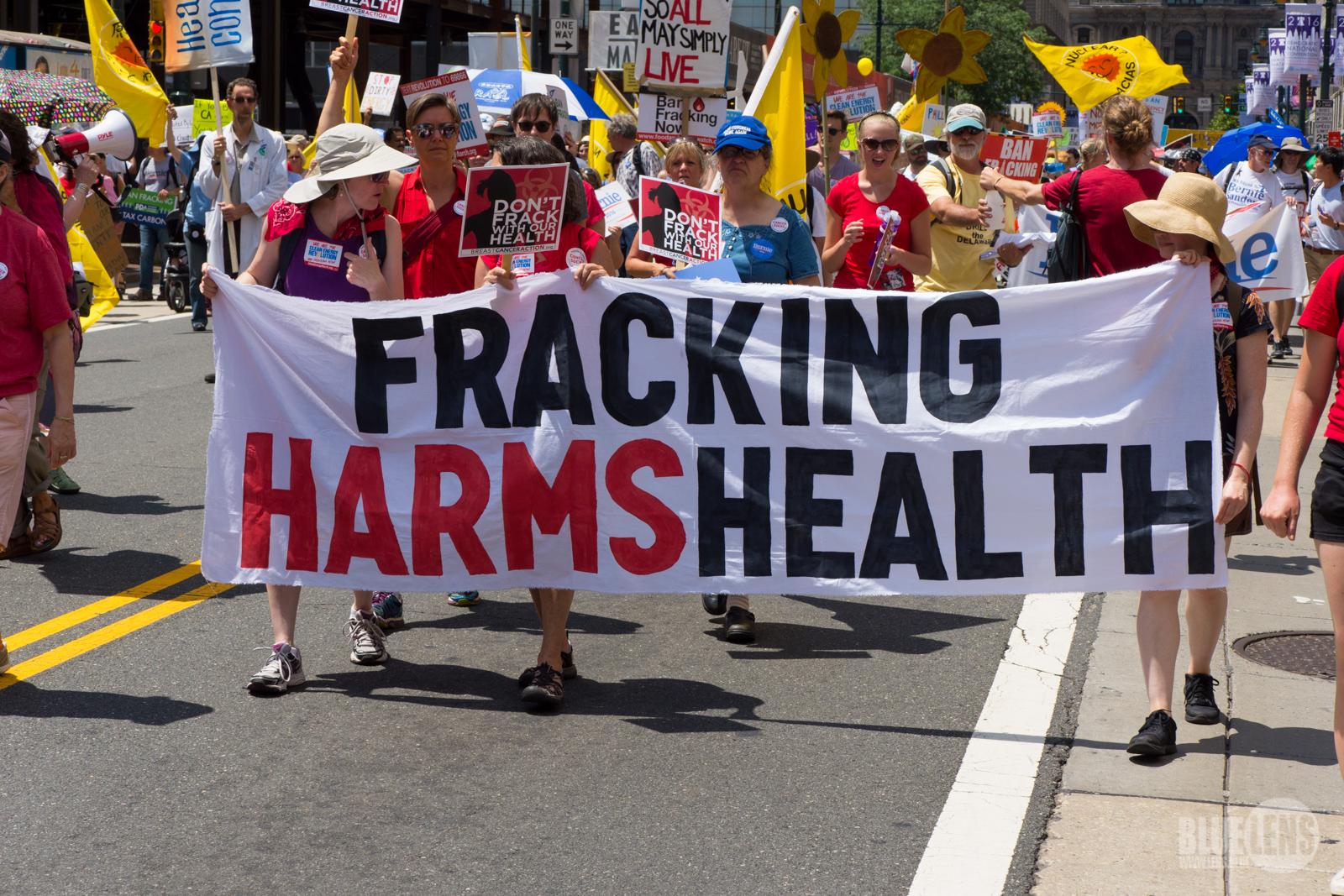
支持清潔能源遊行中的反水力壓裂標語布條（美國費城，2016年）

人們擔心水力壓裂活動會對公共衛生造成不利影響。一項在2013年對美國頁岩氣生產所做的審查指出，“隨著鑽探地點的增加，有越來越多的人面臨事故和接觸作業中使用有害物質的風險。”一份在2011年的危害評估，建議全面披露用於水力壓裂和鑽井的化學物質，因為它們對健康會發生直接影響，許多可能是長期的影響。
2014年6月，英國衛生及社會關懷部所屬的公共衛生署根據對已採用水力壓裂的國家的文獻和數據的審查，發表一篇關於英國頁岩氣開採過程，當地人暴露於化學和放射性污染物而對公共衛生的潛在影響的綜述。這份報告在執行摘要中指出：“對目前已有證據的評估顯示，如果作業和監管正確運作，暴露於相關的排放物，而造成的潛在健康風險將會很低。大多數證據顯示，地下水污染最有可能是由垂直鑽孔洩漏所引起，地下水力壓裂過程本身（即頁岩的壓裂）對地下水污染的可能性不大。但水力壓裂液或廢水在地表的洩漏有影響地下水的可能，而氣體排放也有可能影響健康。在文獻中所確定的潛在風險，通常是由於運作不正確和環境監管不佳所造成。”:iii
一份在2012年為歐盟環境總局（European Union Directorate-General for the Environment ）準備的報告，確定水力壓裂造成的空氣污染和地下水污染對人類的潛在風險，而引發在2014年的一系列建議，以緩解這些擔憂。2012年美國兒科護士指南稱，水力壓裂對公共健康有潛在的負面影響，兒科護士應做好收集有關此類主題信息的準備，用以倡導改善社區健康。
《美國經濟評論》在2017年所做的一項研究發現，“在社區供水系統入口1公里範圍內增加鑽井作業，社區飲用水中就會增加與頁岩氣相關的污染物。”
哈佛公共衛生學院在2022年所做的研究，其結果發表在期刊自然能源，稱生活在非常規石油和天然氣開發 (UOGD) 附近或下風向的老年人（涉及包括水力壓裂在內的開採方法），他們早死的風險較不住在類似環境的老年人為高。
美國疾病管制與預防中心（CDC）根據美國勞工部收集的資料做分析，顯示鑽探活動與職業傷害相關的機動車輛事故、爆炸、跌倒和火災數量之間存在相關性。採掘工人也有罹患肺部疾病的風險，包括肺癌和矽肺（後者是由於暴露於岩石鑽探和沙子處理時產生的二氧化矽粉塵的後果）。美國國家職業安全衛生研究所 (NIOSH) 確定從事一些水力壓裂作業的工人，由於暴露於空氣中的二氧化矽，會對健康構成危害。NIOSH和美國職業安全與健康局（OSHA）於2012年6月就這項主題發布聯合危險警報。
此外，壓裂作業的工作人員面臨增高的輻射暴露風險。因為這種作業通常需要鑽入含有天然放射性物質 (NORM) 例如氡、釷和鈾的岩石。
由《加拿大醫學協會期刊》刊出的報告稱，他們經過研究已確定55種可能導致癌症的因素，其中20種顯示會增加罹患白血病和淋巴瘤的風險。耶魯大學公共衛生學院提供的分析警告說，生活在壓裂作業區一英里範圍內的數百萬人可能已經接觸過這類化學物質。

## 環境影響

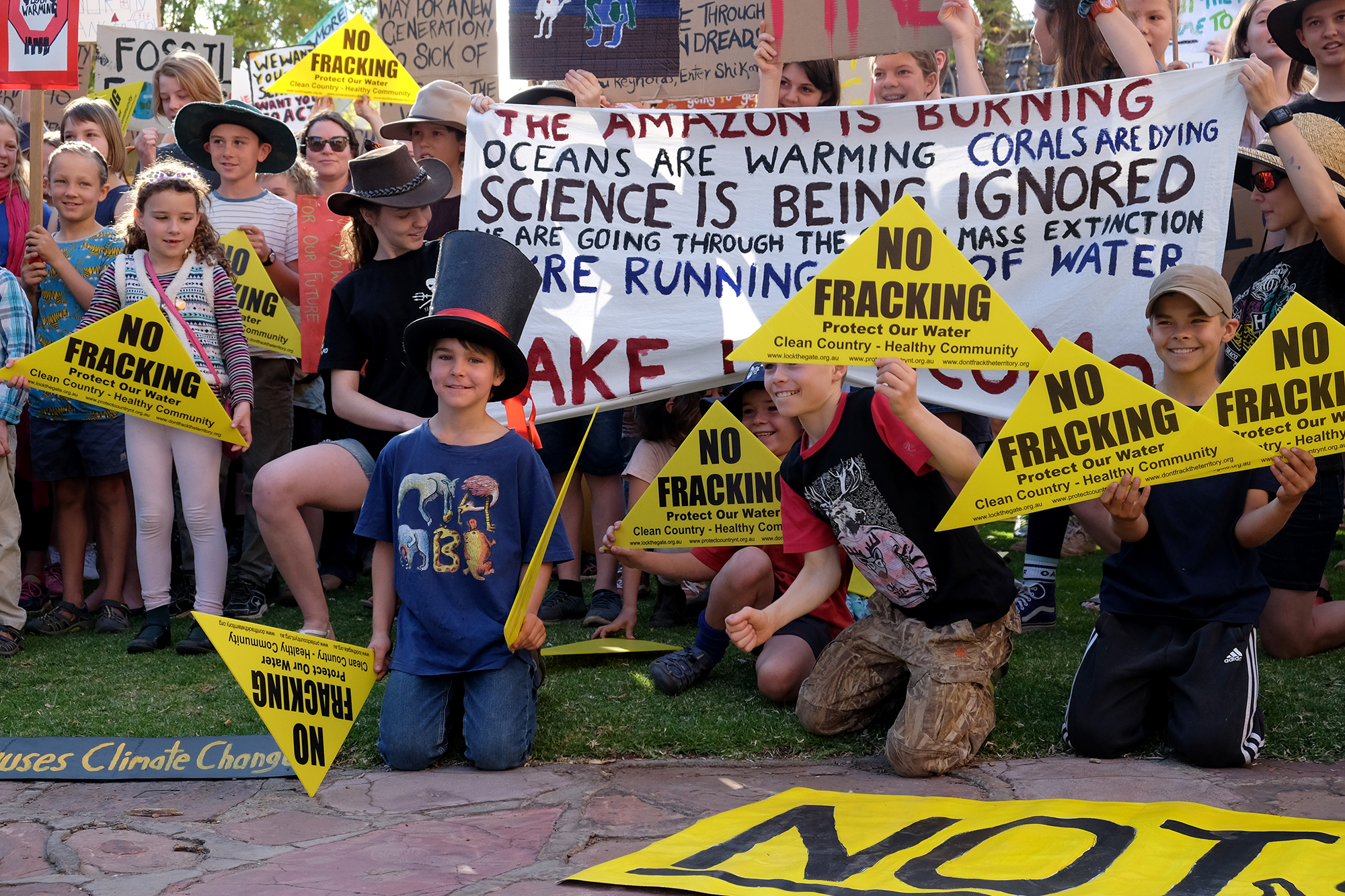
在澳大利亞愛麗斯泉舉行的2019年9月氣候罷課，其中的反水力壓裂標語牌。

水力壓裂對環境的潛在影響包括氣體排放和氣候變化、大量耗水、地下水污染、土地利用改變、地震風險、噪聲污染以及對人類的各種健康影響。空氣排放主要是從井中逸出的甲烷，以及採收設備的工業排放物。歐盟國家的舊井與依據最近的歐盟立法規定所鑽取的油氣井相比，會逸出更多的甲烷，是個大問題。
2016年12月，EPA發布《油氣水力壓裂：水力壓裂水循環對美國飲用水資源的影響（最終報告）》。 EPA掌握科學證據，顯示水力壓裂活動會影響飲用水資源。根據EPA，飲用水會受到污染的幾個主要原因是：
- 在缺水的地方，或當地缺水的時段使用水資源作壓裂作業[170]
- 處理壓裂液和化學品時發生洩漏，導致大量或高濃度的化學品進入地下水[170]
- 機械操作不當而把壓裂液注入井中，導致氣體或液體進入地下水[170]
- 將壓裂液直接注入地下水中[170]
- 水力壓裂廢水洩漏到地表水中[170]
- 把水力壓裂廢水棄置或是儲存在無襯裡的坑中，會導致地下水的污染。[170]

每口要做水力壓裂的井需要用到120至350萬美制加侖（4,500至 13,200立方米）的水，大型項目使用的多達500萬美制加侖（19,000立方米）。當同一口井需要重新壓裂時，就需使用額外的水。一口井在其生命週期內平均需要300到800萬美制加侖（11,000到30,000立方米）的水。根據隸屬牛津大學的牛津能源研究所的數據，歐洲因為當地頁岩深度平均是美國的1.5倍，而需要用到更多的壓裂液。地表水可能會因溢出，以及建造和維護不當的廢棄物坑而受到污染，從壓裂的地層中逸出（例如經過廢棄的鑽孔、裂縫和斷層）的液體，或採出水（回流或是鑽孔產生的流體，其中含有如礦物質和鹽的溶解物）也會污染地下水。鹽水和壓裂液從廢棄的鑽孔洩漏而污染地下水的可能性很低。採出水可透過注入不透水的地下層、利用市政和商業廢水處理和排放以及油井或油田的自給式系統循環處理，作未來壓裂之用。用於壓裂地層後的採出水，能被回收的通常不會超過一半。
在美國，有超過1,200萬英畝的土地用於水力壓裂以開採油氣，相當於6個黃石國家公園的面積。每個鑽孔平台需要大約3.6公頃（8.9英畝）的土地，以安裝設備。平台和支撐結構嚴重破壞地面景觀，會對野生動物產生負面的影響。這些場地在油氣蘊藏耗盡後必須儘快進行復原。研究顯示這些已對美國生態系統服務（即自然界為人類提供的功效）產生每年超過2.5億美元的成本。在準備和進行水力壓裂過程中，每個鑽井平台（平均每平台有10口井）會產生大約800至2,500天的嘈雜，而對當地居民與野生動物造成影響。此外，壓力作業需持續利用到卡車（如運輸沙子之用等），也會產生噪音。目前正在進行研究以確定人類健康是否受到空氣和水污染的影響，並且作業時需要嚴格遵守安全程序和法規，以避免傷害並管理可能產生事故的風險。
2013年7月，聯邦鐵路總署把水力壓裂化學品列為讓油罐車發生腐蝕的“可能原因”，由於油罐車鏽蝕，會有造成油污染的可能。
水力壓裂有時與人工地震或是一般地震有關。這些事件的規模通常太小而無法在地表檢測到，但由於流體注入地層而引起的震顫已經夠大，以至於人們經常能感覺到，並會造成財產損失和可能的傷害。]一份美國地質調查局報告稱，在幾個州內涉及到790萬人，將面臨與加利福尼亞州相似的地震風險，其中水力壓裂和類似做法是主要的因素。
微地震通常用來繪製壓裂的水平和垂直涵蓋範圍。更深入了解被壓裂和用於注入井區域的地質情況，有助於減輕發生重大地震事件的可能性。
人們從地表水（包括河流和水庫）或是地下含水層中（可通過公共或私人水井）取得飲用水。已經有許多記錄在案的情況，社區附近的地下水受壓裂活動污染，讓擁有私人水井的居民被要求從外部取得飲用水和日常生活用水。
含氟表面活性劑（簡稱為“PFAS”或稱為“永久化學品”），與癌症和出生缺陷有關聯。用於壓裂的化學品留在環境中，它們最終會分解成PFAS。這些化學品可從鑽孔現場流入地下水中。PFAS能從儲存數百萬加侖的廢水池滲漏到地下水中。
雖然有這些健康問題，並持續有人努力設法暫停水力壓裂，留待更清楚了解其環境和健康影響後再進行，美國目前仍嚴重依賴化石燃料能源。美國在2017年消耗的能源中，有37%來自石油、29%來自天然氣、14%來自煤炭、9%來自核能，只有11%來自可再生能源（如風能和太陽能）。

## 法規
使用或考慮使用水力壓裂的國家已經實施不同的法規，包括制定聯邦和地區立法，以及對當地土地使用分區予以限制。法國在2011年因公眾壓力，本著預防原則以及對環境危害採取預防和糾正行動的原則，成為第一個禁止水力壓裂的國家。法國憲法委員會在2013年10月的一項裁決將這項禁令維持。蘇格蘭和其他一些國家由於公共衛生問題和公眾強烈反對，暫時停止水力壓裂活動。英格蘭和南非等已經解除禁令，選擇的是專注在監管而非徹底禁止。德國已發佈法規草案，允許使用水力壓裂開採頁岩氣礦床，但濕地除外。在中國，頁岩氣監管仍面臨障礙，因為它與其他監管制度，尤其是貿易存在複雜的相互關係，有法律顧問機構提醒任何對在當地開採有興趣的外國投資人應給予特別的注意。澳大利亞的許多州已永久或暫時禁止透過壓裂開採碳氫化合物。英國在2019年禁止水力壓裂。
歐盟通過一項關於使用大容量水力壓裂的最低原則的建議。其監管制度要求全面披露所使用的添加劑。美國非營利組織"地下水保護委員會（Ground Water Protection Council
）"推出網址FracFocus.org，這是個水力壓裂液在線自願披露數據庫，由石油和天然氣貿易組織和美國能源部資助。水力壓裂並不包括在《安全飲用水法》的地下注入控制規定之中，但如果使用到柴油，則須受控制。EPA確保在頒發使用到柴油的壓裂鑽井許可時，會進行監督。
2012年，佛蒙特州成為美國第一個禁止水力壓裂的州。2014年12月17日，紐約州因水力壓裂對人類健康和環境有潛在風險，成為第二個完全禁止這種做法的州。

## 進一步閱讀
- Gamper-Rabindran, Shanti, ed. The Shale Dilemma: A Global Perspective on Fracking and Shale Development (U of Pittsburgh Press, 2018) online review
- Kiparsky, Michael; Hein, Jayni Foley.  (PDF). University of California Center for Law, Energy, and the Environment. April 2013  [2014-05-01].
- Ridlington, Elizabeth; John Rumpler. . Environment America. 2013-10-03.
- (PDF). Texas DSHS.   [2013-03-27].
- de Pater, C.J.; Baisch, S.  (PDF) (报告). Cuadrilla Resources. 2011 -11-02  [2012-02-22]. （原始内容 (PDF)存档于2014-02-15）.
- McKenzie, Lisa; Witter, Roxana; Newman, Lee; Adgate, John. . Science of the Total Environment. 2012, 424: 79–87. Bibcode:2012ScTEn.424...79M. CiteSeerX 10.1.1.368.4553 . PMID 22444058. S2CID 19248364. doi:10.1016/j.scitotenv.2012.02.018.
- . EPA. 2014-03-16  [2014-10-10].
- Fernandez, John Michael; Gunter, Matthew.  (PDF). Houston Advanced Research Center.   [2012-12-29]. （原始内容 (PDF)存档于2013-05-27）.
- Colborn, Theo; Kwiatkowski, Carol; Schultz, Kim; Bachran, Mary. . Human and Ecological Risk Assessment. 2011, 17 (5): 1039–56. S2CID 53996198. doi:10.1080/10807039.2011.605662.
- Abdalla, Charles W.; Drohan, Joy R.; Blunk, Kristen Saacke; Edson, Jessie.  (报告). Penn State Extension. 2014  [2014-10-11].
- Arthur, J. Daniel; Langhus, Bruce; Alleman, David.  (PDF) (报告). ALL Consulting: 21. 2008  [2012-05-07].
- Howe, J. Cullen; Del Percio, Stephen.  (报告). LexisNexis.   [2014-05-07].
- Molofsky, L. J.; Connor, J. A.; Shahla, K. F.; Wylie, A. S.; Wagner, T. . Oil and Gas Journal. 2011-12-05, 109 (49): 54–67.
- IEA. . OECD. 2011: 91, 164. ISBN 9789264124134.
- . USGS.   [2012-11-04]. （原始内容存档于2014-10-19）.
- Moniz, Ernest J.;  et al.  (PDF) (报告). Massachusetts Institute of Technology. June 2011  [2012-06-01]. （原始内容 (PDF)存档于2013-03-12）.
- Biello, David. . Scientific American. 2010-03-30  [2012-03-23].
- Schmidt, Charles. . Environmental Health Perspectives. 2011 -08-01, 119 (8): a348–53. PMC 3237379 . PMID 21807583. doi:10.1289/ehp.119-a348.
- Allen, David T.; Torres, Vincent N.; Thomas, James; Sullivan, David W.; Harrison, Matthew; Hendler, Al; Herndon, Scott C.; Kolb, Charles E.; Fraser, Matthew P.; Hill, A. Daniel; Lamb, Brian K.; Miskimins, Jennifer; Sawyer, Robert F.; Seinfeld, John H. . Proceedings of the National Academy of Sciences. 2013-09-16, 110 (44): 17768–73. Bibcode:2013PNAS..11017768A. PMC 3816463 . PMID 24043804. doi:10.1073/pnas.1304880110 .
- Kassotis, Christopher D.; Tillitt, Donald E.; Davis, J. Wade; Hormann, Annette M.; Nagel, Susan C. . Endocrinology. March 2014, 155 (3): 897–907. PMID 24424034. doi:10.1210/en.2013-1697 .
- Chalupka, S. . Workplace Health & Safety. October 2012, 60 (10): 460. PMID 23054167. doi:10.3928/21650799-20120926-70. ProQuest 1095508837.
- Smith, S. . EHS Today. 2014-08-01. ProQuest 1095508837.
- (PDF). Ohio Department of Natural Resources.   [2013-06-29]. （原始内容 (PDF)存档于2012-05-08）.
- Spath, PhD, P.E., David P.  (PDF) (报告). State of California Department of Health Services. November 1997  [2014-10-07]. （原始内容 (PDF)存档于2015-09-23）.
- Weinhold, Bob. . Environmental Health Perspectives. 2012-09-19, 120 (9): A350–56. PMC 3440123 . PMID 23487846. doi:10.1289/ehp.120-a350. Examples of human activities that may lead to radionuclide exposure include mining, milling, and processing of radioactive substances; wastewater releases from the hydraulic fracturing of oil and natural gas wells... Mining and hydraulic fracturing, or "fracking", can concentrate levels of uranium (as well as radium, radon, and thorium) in wastewater...
- Rachel Maddow, Terrence Henry.  (video). MSNBC.  事件发生在 9:24 – 10:35. 2012-08-07.
- Cothren, Jackson.  (PDF) (报告). U. S. Geological Survey, Arkansas Water Science Center Arkansas Water Resources Center, American Water Resources Association, Arkansas State Section Fayetteville Shale Symposium 2012: 12.   [2012-09-16]. ...each well requires between 3 and 7 million gallons of water for hydraulic fracturing and the number of wells is expected to grow in the future
- Janco, David F.  (PDF) (报告). Scranton Times-Tribune. 2007-02-01  [2013-12-27]. （原始内容 (PDF)存档于2013-12-27）.
- Janco, David F.  (PDF) (报告). Scranton Times-Tribune. 2008-01-03  [2013-12-27]. （原始内容 (PDF)存档于2013-12-27）.
- Lustgarten, Abrahm. . Scientific American. 2012-06-21  [2014-10-11].
- Rabinowitz, Peter M.; Rabinowitz, Ilya B.; Slizovskiy, Vanessa; Lamers, Sally J.; Trufan, Theodore R.; Holford, James D.; Dziura, Peter N.; Peduzzi, Michael J.; Kane, John S.; Reif, John; Weiss, Theresa R.; Stowe1, Meredith H. . Environmental Health Perspectives. 2014, 123 (1): 21–26. PMC 4286272 . PMID 25204871. doi:10.1289/ehp.1307732.
- Arthur, J. Daniel; Uretsky, Mike; Wilson, Preston.  (PDF). Meeting of the American Institute of Professional Geologists. Pittsburgh: ALL Consulting: 3. 5–6 May 2010  [2012-05-09]. （原始内容 (PDF)存档于2019-01-20）.
- Colborn, Theo; Kwiatkowski, Carol; Schultz, Kim; Bachran, Mary.  (PDF). Human and Ecological Risk Assessment. 2011, 17 (5): 1039–56. S2CID 53996198. doi:10.1080/10807039.2011.605662. （原始内容 (PDF)存档于2012-04-26）.
- Osborn, Stephen G.; Vengosh, Avner; Warner, Nathaniel R.; Jackson, Robert B. . Proceedings of the National Academy of Sciences of the United States of America. 2011-05-17, 108 (20): 8172–76. Bibcode:2011PNAS..108.8172O. PMC 3100993 . PMID 21555547. doi:10.1073/pnas.1100682108 .
- Nicholas St. Fleur. . The Atlantic. 2014-12-19  [2014-12-21].
- Gallegos, T.J. and B.A. Varela (2015). Hydraulic Fracturing Distributions and Treatment Fluids, Additives, Proppants, and Water Volumes Applied to Wells Drilled in the United States from 1947 through 2010. U.S. Geological Survey.

## 外部連結
- Hydraulic Fracturing Litigation Summary (2021-04-22)